# Uthal
Airs
- Hymne au sommeil (sc. 3)

Uthal est un opéra-comique en un acte du compositeur français Étienne Méhul. Le livret de Jacques Bins de Saint-Victor est inspiré d'un cycle de poèmes, d'après Ossian de James Macpherson. Il est créé par la troupe de l'Opéra-Comique au théâtre Feydeau, à Paris, le 17 mai 1806.
Méhul essaye de donner une couleur sombre et mélancolique et de rendre la teinte écossaise du poème, en éliminant les violons de l'orchestre pour les remplacer par les altos. Malgré sa dénomination d'opéra-comique (qui désigne l'alternance de musique et de dialogues parlés, ici en alexandrins), il s'agit plutôt, par son sujet, d'une tragédie.

## Rôles

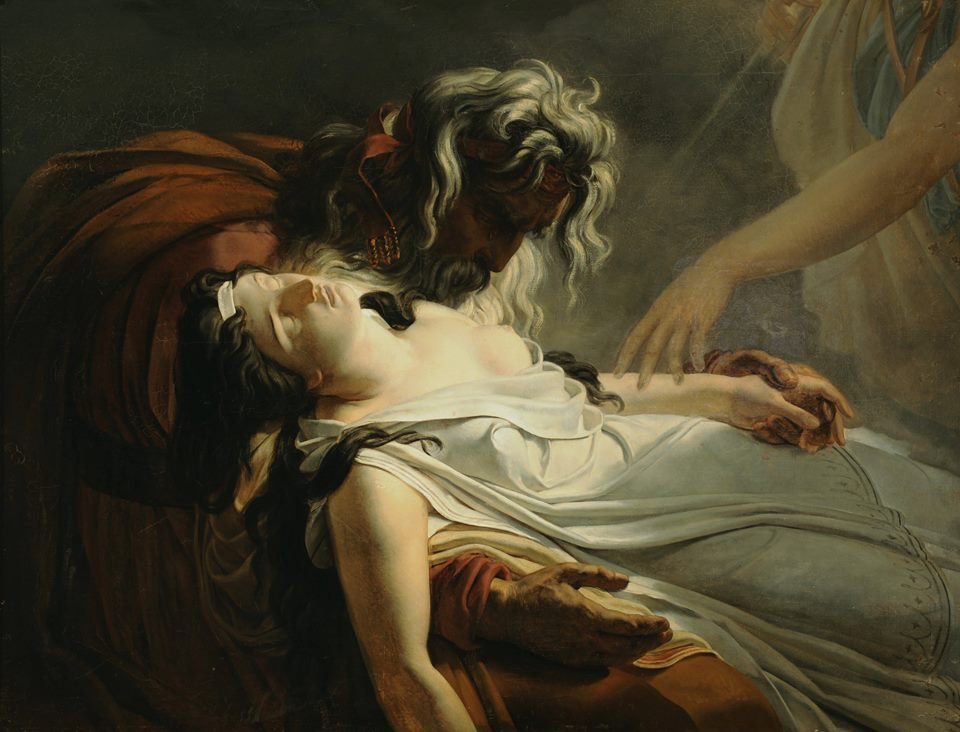
Ary Scheffer, Ossian recueillant le dernier soupir de Malvina (1811), anciennement attribuée à Anne-Louis Girodet.

| rôle          | voix         | création 17 mai 1806(Chef d'orchestre : -) |
| ------------- | ------------ | ------------------------------------------ |
| Uthal         | haute-contre | Jean-Baptiste-Sauveur Gavaudan             |
| Malvina       | soprano      | Julie-Angélique Scio                       |
| Ullin         | ténor        | Pierre Gaveaux                             |
| Larmor        | baryton      | Jean-Pierre Solié                          |
| Barde en chef | basse        | Baptiste Cadet                             |

## Synopsis
Uthal a saisi les terres et détrôné son beau-père, le vieux Larmor qui, fugitif, envoie le barde Ullin pour obtenir de l'aide de Fingal, chef du royaume gaélique de Morven, afin de livrer bataille contre l'usurpateur. Malvina, la femme d'Uthal et fille de Larmor, est partagée entre l'amour pour son mari et pour son père et cherche en vain à retarder la guerre. Lors de la bataille, Uthal est battu et condamné à l'exil. Lorsque Malvina propose de le suivre en exil, Uthal avoue qu'il a eu tort, et lui et Larmor se réconcilient.

## Œuvre
Uthal représente la partie européenne de la vogue pour les poèmes ossianiques de Macpherson. Un autre exemple remarquable de l'époque est l'opéra du rival de Méhul, Ossian, ou Les bardes (1804) de Jean-François Le Sueur. En fait, les critiques accusent le librettiste de Méhul, Saint-Victor, de copier Les bardes, une allégation que Saint-Victor a rejetée, en prétendant que son œuvre était prête dès 1804, s'il n'avait rencontré une « foule d'obstacles ».
L'orchestration de Méhul dans Uthal est très expérimentale. Dans son Traité d'instrumentation et d'orchestration et dans les soirées de l'orchestre, un texte de 1852, Berlioz, admirateur du compositeur, écrit que « Méhul, pour donner à l’instrumentation d’Uthal une couleur mélancolique, nuageuse, ossianique enfin, eut l’idée de n’employer que des altos et des basses pour tout instrument à cordes, en supprimant ainsi la masse entière des violons. Il résultait une monotonie plus fatigante que poétique de la continuité de ce timbre clair-obscur et Grétry interrogé à ce sujet, répondit franchement : « J’aurais donné un louis pour entendre une chanterelle ! ». Une partie de cette déclaration a été contestée. Edward Dent écrit, à propos de l'absence de violon : « Il a été suggéré que l'opéra serait pour cette raison, d'un insupportablement ennui, mais, comme Sir Donald Tovey l'a souligné, Uthal est en un seul acte et assez court, de sorte que sa propre coloration n'aurait guère de temps de devenir oppressive ». En fait, succès d’estime, les critiques contemporaines louent Uthal, en revanche, le public est moins enthousiaste, accoutumé à une scène souriante et vive. L'opéra est retiré après quinze représentations.
L'ouverture, qui représente l'héroïne Malvina pleurant son père disparu au milieu de la tempête, a été comparée à une ouverture semblable dans la musique de Grétry, Aucassin et Nicolette et l’Iphigénie en Tauride de Gluck (les deux opéras présentés en 1779),. Winton Dean la décrit comme « athématique, à des moments presque atonale et sous aucune forme définissable.

## Interprétations
Un enregistrement en studio de l'opéra a été réalisé le 21 octobre 1972 par la BBC pour la diffusion radiophonique sur BBC Radio 3 le 4 mars 1973. Stanford Robinson y dirige le BBC Concert Orchestra avec John Wakefield dans le rôle titre tandis que Laura Sarti incarne Malvina.
Le 30 mai 2015, au château de Versailles, une production du Palazzetto Bru Zane - Centre de musique romantique française, dirigée par Christophe Rousset, Les Talens Lyriques et le Chœur de chambre de Namur, est donnée en version de concert intégrale. Yann Beuron chante Uthal et Karine Deshayes Malvina.

## Enregistrement
La production du Palazzetto Bru Zane dirigée par Christophe Rousset est enregistrée et publiée, dans un livre-disque du label Bru Zane en édition limitée (volume 14 de la série Opéra français,,).